# Torneo de Tokio 2016
El Rakuten Japan Open Tennis Championships 2016 fue un torneo de tenis que se jugó en canchas duras al aire libre. Fue la 43.ª edición del evento conocido como el Rakuten Japan Open Tennis Championships, y fue parte de la ATP World Tour 500 serie de 2016. Se llevó a cabo en el Coliseo Ariake de Tokio, Japón, del 3 de octubre al 9 de octubre de 2016.

## Cabezas de serie
| Tenista         | Ranking | Preclasificado |
| Kei Nishikori   | 5       | 1              |
| Gaël Monfils    | 8       | 2              |
| Tomáš Berdych   | 9       | 3              |
| Marin Čilić     | 11      | 4              |
| David Goffin    | 12      | 5              |
| Nick Kyrgios    | 15      | 6              |
| Ivo Karlović    | 20      | 7              |
| Feliciano López | 27      | 8              |

- Los cabezas de serie, están basados en el ranking ATP del 26 de septiembre de 2016.

### Dobles masculinos
| Tenista                          | Ranking | Preclasificado |
| Jamie Murray Bruno Soares        | 9       | 1              |
| Raven Klaasen Rajeev Ram         | 30      | 2              |
| Dominic Inglot Jean-Julien Rojer | 45      | 1              |
| Henri Kontinen John Peers        | 51      | 2              |

## Campeones

### Individual Masculino
Nick Kyrgios venció a  David Goffin por 4-6, 6-3, 7-5  

### Dobles Masculino
Marcel Granollers /  Marcin Matkowski vencieron a  Raven Klaasen /  Rajeev Ram por 6-2, 7-6(4)